# Discestra pugnax
Discestra pugnax är en fjärilsart som beskrevs av Jacob Hübner 1827. Discestra pugnax ingår i släktet Discestra och familjen nattflyn. Inga underarter finns listade i Catalogue of Life.